# Georg Ernst Hinzpeter
Georg Ernst Hinzpeter (Gelsenkirchen, 9 oktober 1827 - Bielefeld, 28 december 1907) was een Duitse pedagoog. Hij werd bekend als de opvoeder van de jonge Pruisische kroonprins Wilhelm, later de Duitse keizer Wilhelm II, toen hij in 1866 daarvoor werd aangesteld.